# Liu Ye
Pour les articles homonymes, voir Ye.
Liu Ye est un acteur chinois né le 23 mars 1978 dans la province de Jilin (Chine).

## Filmographie
- 1999 : Postiers dans les montagnes (Nashan naren nagou) : Son
- 2001 : Lan Yu, histoire d'hommes à Pékin : Lan Yu
- 2002 : Tian shang de lian ren : Jiakuan
- 2002 : Balzac et la petite tailleuse chinoise (Xiao cai feng) : Ma
- 2003 : Mei ren cao : Liu Simeng
- 2003 : Purple Butterfly ("Zi hudie") : Situ (Szeto)
- 2003 : Floating Landscape ("Lian zhi feng jing") : Lit
- 2004 : Jasmine Women ("Mo li hua kai") : Xia Du
- 2005 : Yi shen yi gui : Fang Cheng
- 2005 : Ah sou : Pilot
- 2005 : Wu ji, la légende des cavaliers du vent (Wu ji) : Snow Wolf
- 2006 : Mini : Kang
- 2006 : Blood Brothers ("Tian tang kou"): "Da gang"
- 2006 : La Cité interdite ("Man cheng jin dai huang jin jia"): "Yuan Xiang"
- 2006 : Dark Matter : "Liu Xing"
- 2007 : Underdog Knight ("Ying han"): "Lao San"
- 2007 : Nanking Nanking ("Tian tang kou"): "Lu Jian xiong"
- 2008 : Connected ("Bo chi tung wah"): "inspector Fok"
- 2008 : Jie Ren
- 2009 : City of Life and Death : "Lu Jianxiong"
- 2011 : Beginning of the Great Revival
- 2011 : Underdog Knight 2 ("Ying han 2"): "Lao San"
- 2013 : Police Story: Lockdown : "Wu Jiang"
- 2015 : Saving Mr. Wu
- 2018 : Les Sentinelles du Pacifique (Air Strike) de Xiao Feng : "Xue Gang Tou""

## Récompenses et nominations

### Récompenses
Golden Horse meilleur acteur pour Lan Yu (Histoires d'hommes à Pékin) 2001
Golden Rooster meilleur acteur pour Mei Ren cao 2003

### Nominations
Golden Rooster pour Postiers dans les montagnes Best Supporting Actor 1999
Hong Kong Film Award pour La Cité Interdite Best supporting Actor 2007